# Liste der Mitglieder der American Academy of Arts and Sciences/1937
Im Jahr 1937 wählte die American Academy of Arts and Sciences 17 Personen zu ihren Mitgliedern.

## Neu gewählte Mitglieder
- Kenneth Tompkins Bainbridge (1904–1996)
- John Tileston Edsall (1902–2002)
- Gustavus John Esselen (1888–1952)
- Clarence Henry Graham (1906–1971)
- Joseph Henry Keenan (1900–1977)
- Ernest Orlando Lawrence (1901–1958)
- Walter Walker Palmer (1882–1950)
- Henri Piéron (1881–1964)
- Alfred Sherwood Romer (1894–1973)
- Clyde Orval Ruggles (1878–1958)
- Henry Southworth Shaw (1884–1967)
- George Walter Stewart (1876–1956)
- Jabez Curry Street (1906–1989)
- Louis Leon Thurstone (1887–1955)
- Harry Rudolph Tosdal (1889–1978)
- Joseph Warren (1876–1942)
- Harald Malcolm Westergaard (1888–1950)